# غيت هاب كوبايلوت
غيت هاب كوبايلوت (بالإنجليزية: GitHub Copiolot) هو روبوت ذكاء اصطناعي طور من قبل غيت هاب وأوبن أيه آي لمساعدة المطورين ومستخدمي فيجوال ستوديو كود وفيجوال ستوديو وفيم وبيئات التطوير المتكاملة لشركة جيت براينز عن طريق  بطريقة ذكية حيث يمكنه إنشاء دوال كاملة واقتراح وظائف كاملة وليس مجرد تكملة للكلمات أو الجمل. أُعلن لأول مرة عن هذه الأداة من قبل غيت هاب في   وحتى الآن كانت تعمل بشكل أفضل مع   وتايب سكريبت وروبي وجو.
في ديسمبر 2024، أعلنت جيت هاب إطلاق إصدار مجاني محدود من كوبايلوت يُدمَج مع فيجوال ستوديو كود، يحصل مستخدم الإصدار المجاني على 2000 اقتراح برمجي شهريًّا.